# Pleiades (satelita)
Pleiades (Plejady) – konstelacja dwóch wysokorozdzielczych satelitów optycznych. Pléiades 1A i Pléiades 1B dostarczają zobrazowania pokrywające całą kulę ziemską w cyklu 26-dniowym. Należy do francuskiej organizacji Centre National d'Études Spatiales (CNES). Pleiades tworzą system do zastosowań cywilnych i militarnych spełniając jednocześnie europejskie wymogi dotyczące obronności, jak i odpowiadając na potrzeby powszechnego i komercyjnego wykorzystania.
Pierwszy satelita – Pléiades-HR 1A – został wystrzelony na orbitę 17 grudnia 2011, a drugi – Pléiades-HR 1B – 2 grudnia 2012.
Masa statku wynosi 970 kg. Zaopatrzony jest on w trzy rozkładane panele baterii słonecznych, które są w stanie dostarczyć ok. 1000 W mocy. Zakładany czas pracy satelitów to 5 lat.